# Tillandsia dielsii
Tillandsia dielsii är en gräsväxtart som beskrevs av Hermann August Theodor Harms. Tillandsia dielsii ingår i släktet Tillandsia och familjen Bromeliaceae. Inga underarter finns listade i Catalogue of Life.